# Ricardo Quaresma
Ricardo Andrade Quaresma Bernardo (* 26. září 1983 Lisabon) je bývalý portugalský profesionální fotbalista. Quaresma začal svoji kariéru ve Sporting Clube de Portugal. Je populární zejména kvůli pojetí své hry, která je založena na bavení diváků technickými kousky, jako jsou např. rabona nebo kop vnější částí nohy, tzv. šajtle. Křídelní hráč, který může hrát na obou krajích zálohy, je s jeho rychlostí a šikovností velkým postrachem pro obrany soupeřů.

## Klubová kariéra
Výrazně se prosadil už v sezóně 2000/01, kdy se poprvé objevil v mužském B-týmu Sportingu Lisabon. Přesto až na vrchol se dostal překvapivě až v devatenácti letech, když se dokázal propracovat do prvního seniorského týmu a zahrál si první zápas v nejvyšší portugalské lize. Bylo to právě proti jeho pozdějšímu zaměstnavateli FC Porto. Ve Sportingu nastupoval také s Cristianem Ronaldem, který byl větším a uznávanějším talentem než Quaresma. Jenže časem přišly horší výsledky a neúspěchy se musely na někoho hodit. Nejvíce to schytal trenér László Bölöni a pak samozřejmě jeho věhlasné hvězdy Cristiano Ronaldo s Quaresmou.
Oba dva záložníci po neúspěšné sezóně odešli do věhlasných evropských klubů. Cristiano zamířil do Manchesteru United a Ricardo Quaresma do katalánského klubu FC Barcelona. Sporting za něj získalo 300 milionů + Fabia Rochembacka, tenhle obchod byl považován za velmi výhodný. Quaresma se v Barceloně měl stát špičkovým hráčem, ale příliš se mu nedařilo a Ricardo se po pouhé jedné sezóně stěhoval zpět do Portugalska. První zmínku o odchodu ze Španělska dal na EURU 2004, když novinářům řekl, že k týmu Franka Rijkaarda se už nevrátí. Barcelona měla zase pro změnu zájem o Deca, a tak pro Ricarda udělali kompliment. Poslali ho zpět do Portugalska, ale tentokrát do FC Porta a z týmu, který vyhrál Ligu mistrů si vzali Deca.
V Portu konečně zažíval lepší období a stal se novou mediální hvězdou portugalské ligy. Měl místo v sestavě jisté a hrával pravidelně. V roce 2008 odešel do Interu Milán, pak následovalo angažmá v Chelsea FC a od roku 2010 se stal hráčem Besiktase Istanbul. V roce 2013 zažil krátkodobou anabázi v Al Ahli Dubai ze Spojených arabských emirátů a v roce 2014 se vrátil do FC Porto.
Od roku 2015 byl opět hráčem istanbulského Beşiktaş JK, ve kterém byl jasným hráčem základní sestavy. Bohužel v létě roku 2019 došlo k neshodám s vedením klubu a tým opustil.
Od léta 2019 je hráčem jiného tureckého klubu, Kasımpaşa SK.

## Reprezentační kariéra

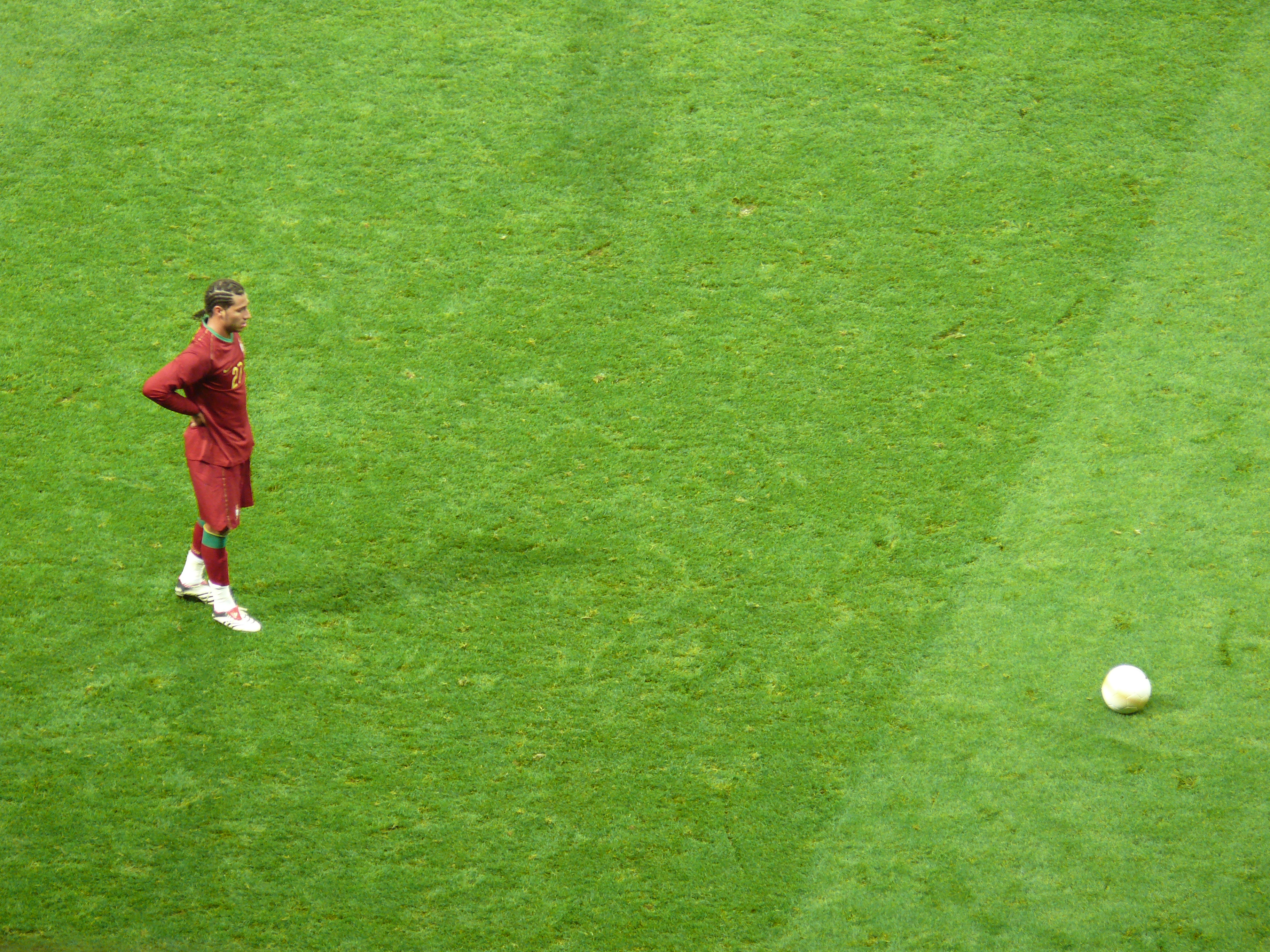
Quaresma v dresu Portugalska.

Poté, co triumfoval na evropském šampionátu U17 s Portugalskem v roce 2000, Quaresma debutoval za seniorské národní mužstvo 10. 6. 2003 v přátelském utkání proti Bolívii (výhra 4:0).
Špatná forma během jeho působení v FC Barcelona a zranění zabránily Quaresmovi v účasti na EURU 2004. Jeho hvězda se naplno rozzářila až po přestupu do FC Porto, kde si svými výkony vysloužil opětovné pozvání do reprezentace pro kvalifikaci na světový šampionát v roce 2006 v Německu. Důležitou roli sehrál při klíčové výhře 2–0 proti Slovensku, ale poté byl vynechán z 23členné nominace Luize Felipa Scolarihona samotný šampionát. Tento pád opět vystřídal vzestup, kdy Quresmovi přišla pozvánka na přátelské utkání proti Brazílii na Emirates Stadium, kde Portugalsko vyhrálo 2–0. Quaresma se zaskvěl dvěma asistencemi a byl jmenován mužem zápasu. Dne 24. března 2007, Quaresma vstřelil svůj první gól za národní tým při výhře 4–0 v kvalifikaci na EURO 2008 v zápase proti Belgii. Poté již nechyběl na jeho prvním velkém mezinárodním šampionátu EURU 2008 v Rakousku a Švýcarsku, ale zde plnil spíše roli náhradníka.
Quaresma nebyl v portugalské nominaci na světový šampionát v roce 2010 v JAR.
Dne 31. srpna 2010 byl povolán Quaresma hrát kvalifikační zápasy proti Kypru a Norsku na EURO 2012, aby nahradil zraněného Cristiana Ronalda. Poté, 3. září, Quaresma vedl Portugalsko proti Kypru v nezapomenutelném utkání, které skončilo 4–4. Po dvou letech absence v národním týmu byl v této obnovené premiéře zvolen jako nejlepší hráč utkání.

### Reprezentační góly
Zdroj:
| 010                  | 24. 3. 2007  | Estádio José Alvalade, Lisabon, Portugalsko | Belgie  | 3:0 | 4:0 | Kvalifikace na EURO 2008 |
| 02                   | 6. 2. 2008   | Letzigrund, Curych, Švýcarsko               | Itálie  | 1:2 | 1:3 | Přátelské utkání         |
| 03                   | 11. 6. 2008  | Stade de Genève, Ženeva, Švýcarsko          | Česko   | 3:1 | 3:1 | EURO 2008                |
| 04                   | 11. 10. 2014 | Stade de France, Saint-Denis, Francie       | Francie | 1:2 | 1:2 | Přátelské utkání         |
| Platí k 10. 10. 2014 |              |                                             |         |     |     |                          |

## Úspěchy

### Klubové
1. portugalská liga: 2002, 2006, 2007, 2008

 Portugalský fotbalový pohár: 2002, 2006

 Portugalský Superpohár: 2002, 2004, 2006

 Interkontinentální pohár: 2004

 FA Cup: 2009

 Liga mistrů UEFA: 2010

 Serie A: 2009, 2010

 Italský pohár: 2010

 1. turecký pohár: 2011

### Reprezentační
Mistrovství Evropy ve fotbale hráčů do 17 let: 2000

### Individuální
Portugalský fotbalista roku: 2005, 2006

## Vyznamenání
- komandér Řádu za zásluhy – Portugalsko, 10. července 2016[3]